# Cazillac
Cazillac foi uma antiga comuna francesa na região administrativa de Occitânia, no departamento de Lot. Estendia-se por uma área de 19,02 km². Em 2010 a comuna tinha 422 habitantes (densidade: 22,2 hab./km²).
Em 1 de janeiro de 2019, ela foi incorporada ao território da nova comuna de Le Vignon-en-Quercy.